# Ralf Rothkegel

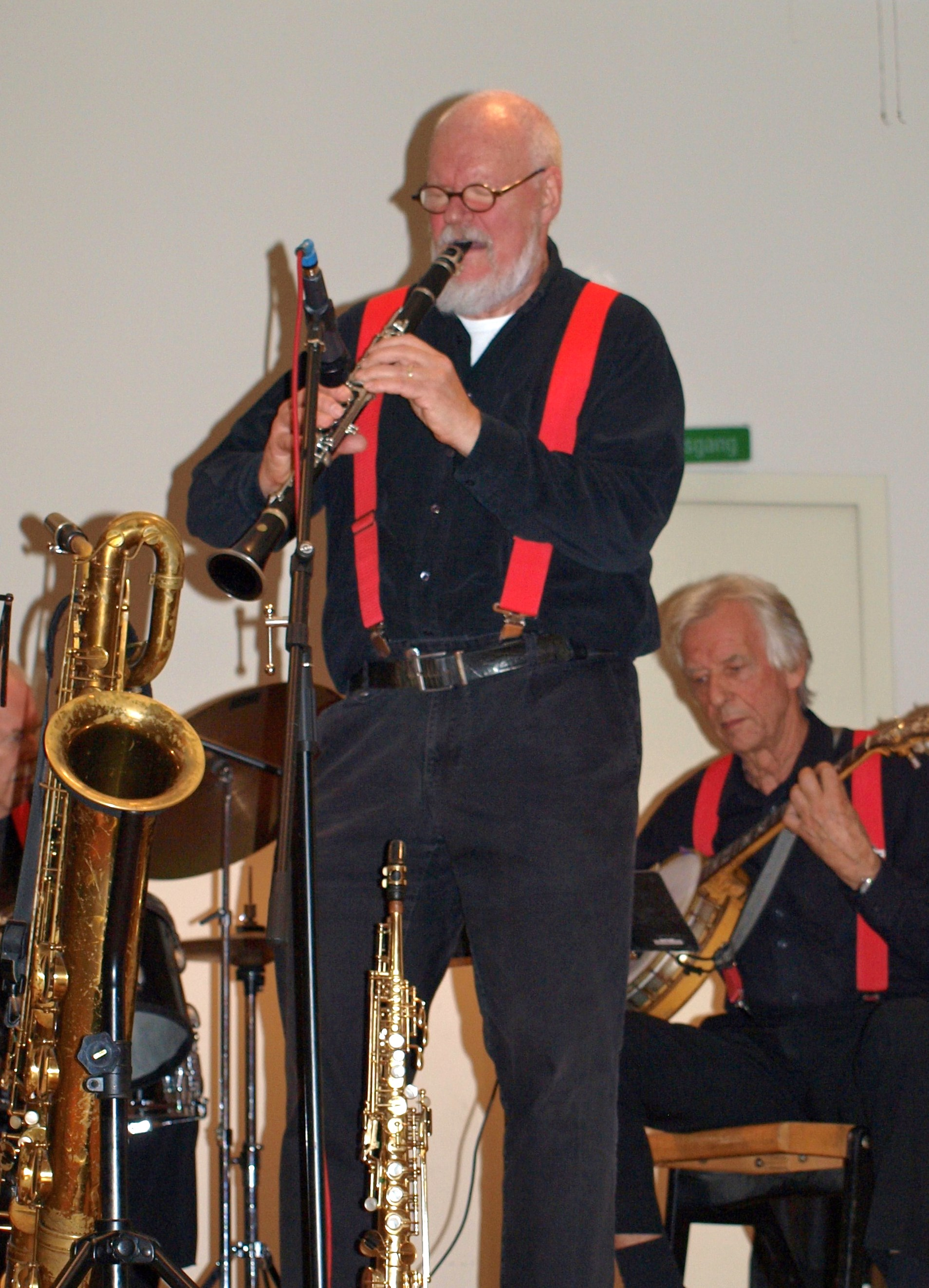
Ralf Rothkegel beim Konzert zum 50. Jubiläum der Umbrella Jazzmen am 22. September 2012

Ralf Rothkegel (* 20. Mai 1941 in Duisburg) ist ein deutscher Jurist und Jazzmusiker (Klarinette, Saxophon). Von 1990 bis 2006 wirkte er als Bundesrichter am Bundesverwaltungsgericht. Er ist mit zahlreichen Veröffentlichungen zum Sozialhilfe- und zum Asylrecht bekannt geworden.

## Leben und Wirken
Rothkegel studierte Rechtswissenschaft in Köln und Saarbrücken und promovierte 1973 an der Universität des Saarlandes. Ab 1974 war er Richter an verschiedenen Verwaltungsgerichten, bevor er 1986 wissenschaftlicher Mitarbeiter am Bundesverfassungsgericht wurde. Zwischen 1990 und 2006 war er Richter am Bundesverwaltungsgericht. Dort gehörte er dem mit Jugend-, Fürsorge- und Sozialhilferecht sowie Ausbildungsförderung befassten Fünften Revisionssenat an.
Neben seiner Arbeit in der Justiz war er als Jazzmusiker aktiv. Seit 1960 spielt er Klarinette, zunächst als Dixieland-Musiker bei den Jazz Preachers in Köln, dann in Saarbrücken mit den Kantstreet Jazz Workmen. 1972 wechselte er als Saxophonist in das Lager des Modern Jazz über und trat mit Heiner Franz, Claus, Thomas und Dizzy Krisch sowie Hans Mittermüller in der Gruppe brainstream auf. 1980 kam es zur Gründung einer am Hard Bop orientierten Band mit Lothar Scharf, Klaus Werner Pusch, Claus Krisch und Dieter Ilg, aber auch zur Zusammenarbeit mit Siegfried Kessler, Fritz Maldener, Adelhard Roidinger, Herbert Joos, Saheb Sarbib und dem Trio von Armin Heitz. Seit 1992 spielt er als festes Mitglied bei den Berliner Umbrella Jazzmen, mit denen er sich 1995 und 2005 auf dem Internationalen Dixieland Festival Dresden ebenso präsentierte wie als The Judge and His Chicago Gang. Weiterhin trat er seit 1991 mit Wolfgang Köhler auf, seit 1995 auch im Trio mit Pepe Berns. Zudem gehörte er zu den Hohenheim All Stars mit Dusko Goykovich, Thilo Wagner, Günter Lenz und Gregor Beck. Daneben wirkte bei der Peter Herbolzheimers Grey Hear Collection mit und bildete ein Duo mit Larry Porter.

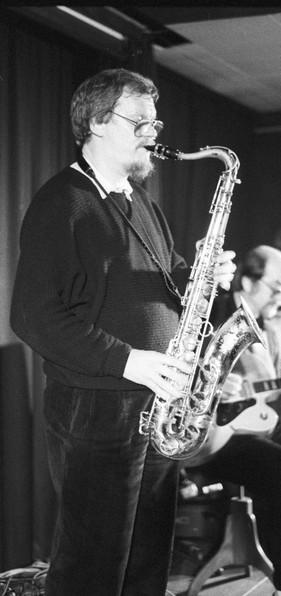
Ralf Rothkegel auf dem Jazzfestival St. Ingbert (1988)

## Veröffentlichungen

### Schriften
- Der Eigentumserwerb bei Verarbeitung 1974
- Die Strukturprinzipien des Sozialhilferechts 2000
- Sozialhilferecht 2005

### Diskographische Hinweise
- Brainstream 1974
- Songs from My Heart 1996
- Ralf Rothkegel, Johannes Wennrich und Robert Doehring: Easy Living (2003)
- Songs (And Stories) (mit Wolfgang Köhler, Robert Doehring, Kay Bussenius, 2005)